# BKK Melitta Plus
Die BKK Melitta Plus mit Sitz in der ostwestfälischen Stadt Minden war eine Betriebskrankenkasse (BKK) in der deutschen gesetzlichen Krankenversicherung. Sie war für die Bundesländer Baden-Württemberg, Berlin, Bremen, Niedersachsen und Nordrhein-Westfalen geöffnet. Ihre Geschäftsstellen befanden sich in Minden, Bünde, Espelkamp und Nordenham. Ihren Ursprung hatte die Krankenkasse im Unternehmen Melitta.
Die BKK Melitta Plus fusionierte zum 1. Januar 2022 mit der Betriebskrankenkasse Herford Minden Ravensberg zur neuen BKK Melitta HMR.

## Geschichte
Die BKK Melitta Plus wurde erstmals am 1. Januar 1953 gegründet. Zum 1. April 2003 fusionierte sie mit Die maritime BKK (gegründet am 1. April 1907), zum 1. Januar 2007 mit der BKK des Hüttenwerks (gegründet am 1. Mai 1909) und zum 1. Januar 2009 mit der BKK Ostwestfalen-Lippe/Drabert-Direkt (gegründet am 1. Januar 1955) zur sodann neu errichteten BKK Melitta Plus.

## Weblink
- Offizielle Website